# Favières (Meurthe i Mozela)
Favières – miejscowość i gmina we Francji, w regionie Grand Est, w departamencie Meurthe i Mozela.
Według danych na rok 1990 gminę zamieszkiwały 533 osoby, a gęstość zaludnienia wynosiła 18 osób/km² (wśród 2335 gmin Lotaryngii Favières plasuje się na 570. miejscu pod względem liczby ludności, natomiast pod względem powierzchni na miejscu 65.).